# 韦尔内拉瓦雷讷
韦尔内拉瓦雷讷（法語：Vernet-la-Varenne，法語發音：[vɛʁnɛ la vaʁɛn]）是法国多姆山省的一个市镇，属于伊苏瓦尔区。2019年，韦尔内拉瓦雷讷与市镇沙梅阿讷合并为新市镇勒韦尔内-沙梅阿讷。

## 地理
韦尔内拉瓦雷讷（45°28'29"N, 3°27'6"E）面积35.1 平方千米，位于法国奥弗涅-罗讷-阿尔卑斯大区多姆山省，该省份为法国中南部省份，北起阿列省接壤，东临卢瓦尔省，南至上盧瓦爾省和康塔爾省，西接科雷兹省和克勒兹省。
与韦尔内拉瓦雷讷接壤的市镇（或旧市镇、城区）包括：邦萨、沙梅阿讷、小尚帕尼亚、拉沙佩勒叙于松、圣卡特琳、圣艾蒂安叙于松、圣热内拉图雷特、圣日耳曼莱尔姆。

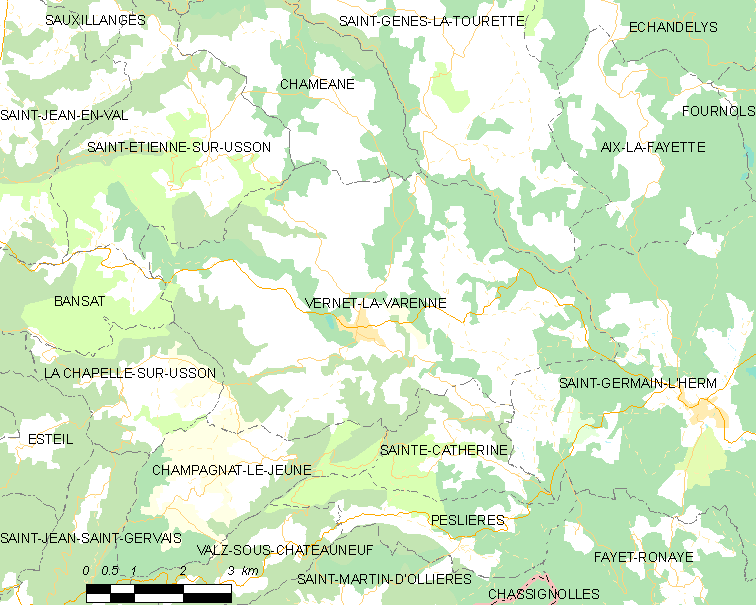
韦尔内拉瓦雷讷的OSM定位图

韦尔内拉瓦雷讷的时区为UTC+01:00、UTC+02:00（夏令时）。

## 行政
韦尔内拉瓦雷讷的邮政编码为63580，INSEE市镇编码为63448。

## 政治
韦尔内拉瓦雷讷所属的省级选区为布拉萨克莱米讷县。

## 人口

1962-2008年间韦尔内拉瓦雷讷人口变化图示

韦尔内拉瓦雷讷于2018年1月1日时的人口数量为646人。